# Győrfi István (unitárius lelkész)
Győrfi István, néha Györfi István (Homoródszentmárton, 1887. augusztus 19. – Budapest, 1973. december 22.) erdélyi magyar unitárius lelkész, teológiai tanár.

## Életútja
Szászvárosban és Székelyudvarhelyen végezte középiskolai tanulmányait, majd felvették a kolozsvári Unitárius Teológiai Akadémiára, és rendes hallgatója volt a Ferenc József Tudományegyetem bölcsészet-, nyelv- és történelemtudományi karának is.

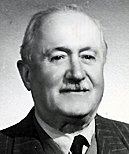
Győrfi István unitárius lelkész

A jeles papi szigorlat után ösztöndíjasként az Oxfordban székelő Manchester College-ban tanult 1911/12-ben. Útjáról, tapasztalatairól, benyomásairól naplót vezetett. Különösen Joseph Estlin Carpenter (1844–1927) vallástörténész és filozófus előadásai voltak rá nagy hatással. Mivel Győrfi István kiválóan beszélt héber és arámi nyelven, Bencze Márton ny. püspök visszaemlékezése szerint „nyitva állott előtte az út arra, hogy egy angliai kutatócsoport tagjaként néhány évet Palesztinában, Jézus születésének és munkásságának a színhelyén töltsön”. Egyháza hívó szavára azonban hazatért. 1912. szeptember 15-től, beiktatásától a kolozsvári egyházközség egyik kiváló lelkésze lett, és 1915-től a Teológiai Akadémia újonnan felállított negyedik tanszékének a tanára.
A Magyarországi Unitárius Egyházi Főtanács 1915. augusztus 29-én Ferencz József püspök Győrfi Istvánt 27 lelkésztársával együtt pappá szentelte, és átadta papi diplomájukat.
1918 karácsonyán, az I. világháború végén, a magyar protestáns egyházak delegációt küldtek Hollandiába. A delegáció és az unitárius küldöttek dr. Boros György hívására Hágába utaztak, hogy a békekötéskor a protestánsok támogatását kérjék, ahonnan Győrfi István nem tért vissza Erdélybe, hanem 1919-ben Budapesten telepedett le, és világi pályán dolgozott. 1929-től a Budapesti Unitárius Egyházközség presbitere és a vallásoktatási bizottság világi elnöke volt. 1947-től fejtette ki lelkipásztori tevékenységét nyugalomba vonulásáig.
Bencze Márton szerint „szívesen hallgatott, közkedvelt szónoka volt budapesti templomaink szószékeinek, és szórványgyülekezetekben is szolgált, de szívesen vették vidéki gyülekezeteink is látogatásait és szolgálatait”. Emlékezetes ifjúsági istentiszteleteinek, hittanóráinak köszönhetően a legtöbben „Pista bácsiként” emlegették. Kitűnő szónok volt, melyhez kellemes énekhang párosult. Átizzott mondanivalóin a meggyőződés ereje, a tiszta gondolat fénye. 1967-ben az önálló magyarországi püspökség előkészítése során létrehozott Budapesti Unitárius Teológiai Intézet igazgatójává nevezték ki.

## Munkássága
A vallásbölcsészet és neveléstan rendes tanára, okleveles pap, egyházi tanácsos, az akadémia igazgatóságának jegyzője, az akadémia könyvtárának és méhesének felügyelője és az önképzőkör védnöke, a Méhészeti Közlöny szerkesztője, az Unitárius Közlöny főmunkatársa.

## Írásai, tanulmányai
- Az ember templomi beszélgetései (Kolozsvár, é. n.).[10] - Prédikációs kötet, erőteljes hangsúlyt kapott benne az ember felelőssége s a háborúellenes magatartás kialakításának szükségessége.

### AKeresztény Magvetőbenközölt írásokból
- Győrfi István (1913. szeptember 1.). „Babylon befolyása a héberek ős vallására”. Keresztény Magvető 48 (5), 284–302. o. (Hozzáférés: 2023. június 25.)
- Győrfi István (1913. november 1.). „A kereszténység erkölcsi szupremáciája”. Keresztény Magvető 48 (6), 340–346. o. (Hozzáférés: 2023. június 25.)
- Győrfi István (1916. január 1.). „A kultura és a háború”. Keresztény Magvető 51 (1), 5–19. o. (Hozzáférés: 2023. június 25.)

### AzUnitárius Közlönybenközölt írásokból
- Győrfi István (1912. június 1.). „Mit értünk a kereszténység alatt?”. Unitárius Közlöny 25 (6), 118–121. o. (Hozzáférés: 2023. június 25.)
- Győrfi István (1915. február 1.). „Munkatárs”. Unitárius Közlöny 28 (2), 22–24. o. (Hozzáférés: 2023. június 25.)
- Győrfi István (1915. augusztus 1.). „Világháború”. Unitárius Közlöny 28 (8), 131–133. o. (Hozzáférés: 2023. június 25.)

### Az Unitárius Életben közölt írásokból
- Győrfi István (1961. április 1.). „Bibliánk mai szemmel”. Unitárius Élet 15 (4), 3–4. o. (Hozzáférés: 2023. június 25.)
- Győrfi István (1961. május 1.). „Bibliánk mai szemmel”. Unitárius Élet 15 (5), 3. o. (Hozzáférés: 2023. június 25.)
- Győrfi István (1961. október 1.). „Az ember: Isten teremtménye”. Unitárius Élet 15 (10), 2. o. (Hozzáférés: 2023. június 25.)